# Koga Michiteru
Koga Michiteru (久我通光?   1187 - 14 de febrero de 1248) fue un cortesano de clase alta y poeta japonés que vivió a comienzos de la era Kamakura. Fue el tercer hijo del Naidaijin Minamoto no Michichika. Tuvo como hermana menor (de diferente padre) a Minamoto no Zaishi de Shomei Mon In, madre del Emperador Tsuchimikado. Contrajo matrimonio con una de las hijas del Príncipe Masanari y tuvo como hijos a Koga Michihira, Koga Michitada, Koga Nobumichi, Koga Michiyoshi, Koga Masamitsu, a Rokujō Michiari y Shikiken Mon In no Mikushige. Fue el quinto líder del clan Koga y es considerado como uno de los treinta y seis nuevos inmortales de la poesía.  
En 1188 recibió el título de noble, en 1201 ocupó el título de Jusanmi y en 1202 fue ascendido a Shōsanmi e inmediatamente a Junii en el mismo año. Con la muerte de su padre a finales de 1202, él se convierte en un vasallo importante del Retirado Emperador Go-Toba. En 1204 fue nombrado como Gonchūnagon y en 1205 promovido a Chūnagon y Shōnii. Hacia 1207 fue nombrado Gondainagon, en 1218 promovido a Dainagon y en 1219 fue nombrado Naidaijin. 
Durante la Guerra Jokyū estuvo de parte de las fuerzas imperiales lideradas por el Emperador Go-Toba y el Príncipe Masanari, y debió renunciar forzosamente de los cargos administrativos por el shogunato Kamakura. Posterior al conflicto, viajó secretamente a la provincia de Oki para encontrarse con el Emperador Go-Toba quien estaba exiliado. Luego del ascenso del Emperador Go-Saga en 1242, quien era su sobrino nieto, recuperó su influencia en el poder, conjuró contra su hermano Tsuchimikado Sadamichi y en 1246 alcanzó el grado de Juichii y de Daijō Daijin (Canciller del Reino), cargo que ocuparía hasta su fallecimiento.
Como poeta waka, participó en numerosos concursos en 1201, 1202, 1203, 1204, 1206, 1216, 1217, 1219, 1236 y 1247. Estuvo muy activo en los círculos poéticos patrocinados por el Emperador Juntoku, sin embargo tras la Guerra Jokyū decidió alejarse de las actividades poéticas y no las retomaría hasta sus últimos años de vida. Algunos de sus poemas fueron incluidos en la antología imperial Shin Kokin Wakashū. También fue conocido por ser hábil con el biwa.